# Caragaș
Caragaș (in russo Карагаш?, Karagaš)  è un comune della Moldavia controllato dalla autoproclamata repubblica di Transnistria. È compreso nel distretto di Slobozia.
| Controllo di autorità | VIAF (EN) 159647530 · LCCN (EN) n2004033100 · J9U (EN, HE) 987007499039805171 |